# De nymfenlamp
De Nymfenlamp is een lamp in zilver en ivoor met een marmeren voetstuk van François Hoosemans en Égide Rombaux gemaakt omstreeks 1900. De lamp wordt beschouwd als een absoluut hoogtepunt van de Belgische art nouveau.

## Context
In het kader van de wereldtentoonstelling in Parijs in 1900 werd gereputeerd Belgisch juwelier François Hoosemans gevraagd om België te vertegenwoordigen in de sectie edelsmeedkunst. Samen met beeldhouwer Égide Rombaux ontwierp hij onder meer deze lamp. De lamp heeft de vorm van een nimf die ondersteund wordt door bloemstengels. De montuur in zilverwerk is door de hand van François Hoosemans en het ivoren beeld is van Égide Rombaux.
Enkele jaren nadat het werk werd getoond op de wereldtentoonstelling in Parijs werd het werk geschonken aan Paul Van Hoegaerden, een Luiks industrieel en minister van staat. Sindsdien bleef het stuk in bezit van de familie tot het in 2011 werd aangekocht door het Fonds Braet-Buys-Bartholemus van de Koning Boudewijnstichting. De lamp werd daarna in depot gegeven aan de Koninklijke Musea voor Kunst en Geschiedenis.